# Heer (Namen)
Heer (ook wel Heer-sur-Meuse genoemd) is een dorp in de Belgische provincie Namen en een deelgemeente van Hastière, tot 1 januari 1977 was het een zelfstandige gemeente.
De plaats ligt aan de rechteroever van de Maas, die hier een grensrivier vormt met Frankrijk. Ook in het zuiden grenst Heer aan Frankrijk. Aan het voormalige station Heer-Agimont op spoorlijn 154 dat op de grens tussen Agimont en Heer gelegen was, ontstond het gehucht Heer-Agimont en ligt er een brug over de Maas die beide dorpen verbindt.
Het grondgebied bestaat voor de helft uit bos en verder zijn er nog weilanden en landbouwvelden.
In het zuidoosten van de deelgemeente tegen de Franse grens ligt het domein Massembre, een groot jeugdvakantiecentrum, dat eigendom is van de Christelijke Mutualiteit. De naam van dit vakantiecentrum komt van het riviertje Massembre dat op het terrein is gelegen en de grens met Frankrijk vormt.

## Demografische ontwikkeling
- Bronnen:NIS, Opm:1831 tot en met 1970=volkstellingen, 1976= inwoneraantal op 31 december

Deelgemeenten: Agimont · Blaimont · Hastière-Lavaux · Hastière-par-delà · Heer · Hermeton-sur-Meuse · Waulsort

Overige kernen: Freÿr · Inzemont · Lenne · Maurenne · Moniat · Petit-Doische

Belgische gemeenten · arrondissement Dinant · provincie Namen · Wallonië